# Анік Касдан
Мохамад Анік бін Касдан (малай. Mohamad Aniq bin Kasdan}; нар. 16 червня 2002) — малайзійський важкоатлет. Він виграв срібну медаль у поштовху серед чоловіків у ваговій категорії до 55 кг на чемпіонаті світу з важкої атлетики 2021 року, який проходив у столиці Узбекистану Ташкенті. Анік став першим малазійським важкоатлетом, який виграв медаль на чемпіонаті світу з важкої атлетики.

## Спортивна кар'єра
У 2021 році Анік виграв золоту медаль на чемпіонаті Співдружності з важкої атлетики в Ташкенті. Він також здобув бронзову медаль на Іграх Південно-Східної Азії 2021 року в Ханої. У 2022 році Анік брав участь в Іграх Співдружності у змаганнях з важкої атлетики у категорії 55 кг. Він встановив новий рекорд ігор у 142 кг у поштовху, виграв першу медаль Малайзії та першу золоту медаль країни на цих іграх.
У серпні 2024 року Анік брав участь у змаганнях у категорії до 61 кг серед чоловіків на літніх Олімпійських іграх 2024 року в Парижі. Він посів четверте місце з сумою 297 кг. Анік провалив свої останні дві спроби в поштовху, піднявши 174 кг у боротьбі за срібну медаль, і відстав від потрапляння на п'єдестал пошани на 1 кг.